# Высоцкий, Александр Давидович
Александр Давидович Высоцкий (8 января 1881, Москва — 14 ноября 1937, Барнаул) — член ЦК партии эсеров, депутат Всероссийского учредительного собрания, в конце жизни — учитель немецкого языка в барнаульской школе.

## Биография
Сын купца Первой гильдии, известного чаеторговца Давида Высоцкого и его жены Анны Борисовны Высоцкой (урождённой Готц). Учился в Московском университете. С 1900 года — социал-демократ, позднее вступил в партию эсеров, член Московского комитета партии эсеров, один из учредителей Союза издателей эсеров. Руководил Петроградским официальным издательством ЦК ПСР.
В 1904 году был арестован в Киеве, выпущен под залог в 10 тысяч рублей, скрылся за границу. Участник Московского восстания 1905. В начале 1910-х годов жил в эмиграции в Париже, там его дом, в это время уже женатого человека, был частым местом сбора русской революционной эмиграции. В 1917 году — председатель Петроградского комитета партии эсеров. Гласный губернского земства и петроградской городской думы. В марте-октябре 1917 года редактор газеты «Земля и воля». Член Предпарламента. Делегат IV съезда партии эсеров. Был близок к левому крылу партии социалистов-революционеров, но в Партию левых эсеров не вошел. Обязательный кандидат партии эсеров в Учредительное Собрание. Избран во Всероссийское учредительное собрание в Петроградском губернском избирательном округе по списку № 10 (эсеры и Крестьянские депутаты). Участник заседания Учредительного Собрания 5 января. Делегат VIII Совета партии эсеров в мае 1918 года.
Находился в заключении в 1920. Вновь арестован 6 ноября 1921, содержался в Екатеринбургской тюрьме, в феврале 1922 числился в списках Внутренней тюрьмы ГПУ. 24 февраля 1922 Президиумом ГПУ был включен в список эсеров, которым в связи с организацией процесса по делу ПСР было предъявлено обвинение в антисоветской деятельности. Однако непосредственно в показательному процессу по делу партии эсеров, продолжавшемуся с 8 июня по 8 августа 1922, привлечён не был. В сентябре 1922 находился в Ярославском политизоляторе. 7 сентября 1923 приговорён к трём годам заключения в Соловецком лагере особого назначения, в ноябре 1923 заменена на три года ссылки в Тюмень. В феврале 1924—1925 содержался в Суздальском политизоляторе. В августе-октябре 1926 в Свердловске, в январе 1927 — сентябре 1929 в Обдорске. 2 марта 1927 в Обдорске получил через Политический Красный Крест деньги и посылки от сына Леонида из Лондона. В ответном письме в Лондон попросил прислать ему русско-немецкий словарь.
В ноябре 1929 отправлен из Обдорска в Барнаул. Работал учителем немецкого языка средней школы № 42 города Барнаула. Арестован 17 августа 1937 года. 6 ноября 1937 году осуждён судебной тройкой при УНКВД по Алтайскому краю по обвинению по статьям 58-2, 58-11 УК РСФСР. Приговорён к расстрелу. Расстрелян 14 ноября 1937 года в Барнауле. Реабилитирован Алтайским крайсудом 9 мая 1958 года, дело прекращено за отсутствием состава преступления.

## Семья
- Первая жена — Нина Петровна Высоцкая (урождённая Ермолова) (1874[9]—1950). Член партии эсеров. На 3-м съезде ПСР избрана в ЦК. Осенью 1917 выдвинута по спискам партии эсеров кандидатом в депутаты Учредительного Собрания, но не была избрана. Делегат 4-го съезда ПСР, избрана товарищем секретаря Президиума съезда. Была введена в следственную комиссию, созданную для выяснения правильности выдачи мандата делегата съезда, который ранее был исключен из военной конференции, отправившей его на съезд, за братание на фронте[3]. С 1915 по 1917 год была замужем за Иваном Михайловичем Майским[10]. В 1920 эмигрировала[3]. Занималась переводами с русского на английский под именем Nina Wissotzky.
  - Сын — Леонид Александрович Высоцкий, эмигрировал с матерью в Лондон.
- Вторая жена — ?
  - Дочь — Таисия Александровна Высоцкая[1].